# Reginald Innes Pocock
Reginald Innes Pocock (ur. 4 marca 1863 w Clifton, zm. 9 sierpnia 1947 Londynie) – brytyjski zoolog.
Pocock urodził się w Clifton (obecnie dzielnica Bristolu) w Anglii, jako czwarty syn wielebnego Nicholasa Pococka i Edith Prichard. Historią naturalną zaczął interesować się w St Edward's School w Oksfordzie. Wykształcenie z zoologii zdobył u Sir Edwarda Poultona, a w Muzeum w Oksfordzie badał anatomię porównawczą zwierząt. Studiował biologię i geologię na University College w Bristolu, pod okiem Lloyda Morgana i Williama Johnsona Sollasa. W 1885 został asystentem w Muzeum Historii Naturalnej w Londynie i pracował przez rok w sekcji entomologicznej. Był opiekunem kolekcji Arachnida i Myriapoda. Zajmował się także aranżacją zbiorów ptaków brytyjskich, w ramach którego miał również trwały udział w ornitologii. W ciągu swojej 18-letniej pracy dla muzeum opublikował 200 prac, które przyniosły mu uznanie autorytetu w dziedzinach Arachnida i Myriapoda. W 1904 zrezygnował z pracy w muzeum na rzecz posady kuratora w londyńskim zoo, którą piastował aż do przejścia na emeryturę w 1923. Później pracował w British Museum jako dobrowolny badacz w departamencie ssaków.
W 1911 został członkiem Royal Society.
Opisał w 1912 leopona w liście The Field, bazując na badaniu skóry przysłanej mu przez Waltera Millarda, sekretarza Bombay Natural History Society.

## Wybrane publikacje
- Reginald Innes Pocock (1893): On some points in the morphology of the Aracnida (s.s) with notes on the classification of the group Annals and Magazine of Natural History, Series 6, 11:1–19
- Reginald Innes Pocock (1900): The Fauna of British India, including Ceylon and Burma – the Arachnida volume.
- Reginald Innes Pocock (1902): Arachnida. Scorpiones, Pedipalpi, and Solifugae In Biologia Centrali-Americana. Arachnida.
- Reginald Innes Pocock (1939): The Fauna of British India, including Ceylon and Burma – Mammalia Vol 1, Primates and Carnivora (in part).